# San Ignacio de Moxos
San Ignacio de Moxos foi a terceira redução jesuítica fundada entre os mojos, no dia 1º de novembro de 1689, por Antonio Orellana e Juan de Espejo. Antes da fundação, Orellana tinha trabalhado por sete anos na região fazendo contatos com diversas tribos da região como os "punuanas", os "chamucos", os "areboconos", os "tariboconos", os "churmanes" e os "susirionos", que seriam agrupadas naquela redução. 
Esse agrupamento resultou na formação de uma nova língua que resultou da combinação das línguas antes faladas pelas tribos agrupadas, que seria conhecida como "Ignaciano", e pela extinção de algumas dessas línguas.
Foi a primeira redução de moxos estabelecida a oeste do Rio Mamoré.
Em 1743, a cidade foi deslocada e refundada a 12 milhas de sua localização original, próxima ao Lago Isiboro. Está localizada a 88 Km a oeste da cidade de Trinidad, capital do Departamento de Beni.
Atualmente é a capital da Província de Moxos, uma das oito que formam o Departamento de Beni.
A principal atividade econômica é a pecuária.
Recentemente as atividades turísticas tem se fortalecido por meio da realização de festivais de música barroca  nas proximidades da Lagoa Isireri, localizado a cerca de 15 km a noroeste da cidade.
A Igreja do lugar foi reconstruída de acordo com arquitetura da época das missões jesuíticas sob a supervisão de Hans Roth. Além disso o lugar conta com um museu de arte sacra, uma escola de música ("San Ignacio Escuela de Música"), fundada em 1994 com apoio da Unesco, que tem uma orquestra que se apresentou em diferentes países da América do Sul e da Europa, e um coral de música barroca; e diversos centros artesanais. Durante a Semana Santa realizam uma bela procissão.
Ocorrem importantes atividades culturais durante as festividades que celebram o padroeiro da cidade (Santo Inácio de Loyola) que ocorrem, anualmente, entre 30 de julho a 2 de agosto. O evento é denominado como "Ichapekene Piesta" e inclue apresentações de danças folclóricas dos moxos. Durante as festividades é servida uma bebida não alcoólica denomina como "chicha de camote".
Em 1975, a cidade recebeu o título de "Capital Folclórica do Departamento de Beni". 
Sua população atual é de 15.000 habitantes  . 